# Tembladera (Contumazá)
Tembladera es una localidad peruana, capital del distrito de Yonán que forma la provincia de Contumazá del Departamento de Cajamarca, bajo la administración del Gobierno Regional de Cajamarca. 

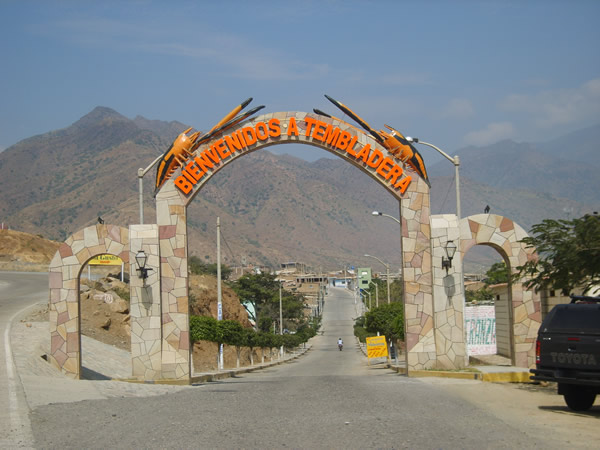
Portal de bienvenida

## Tembladera
Se ubica en el distrito de Yonán, fundado el 5 de octubre de 1810, según referencias documentadas por su primer habitante don Santos Núñez Bazán, hijo de Juan Núñez y Petrona Bazán. A su muerte, numerosas familias del distrito de Trinidad (Fundado un 3 de junio de 1583, por la orden religiosa de Los Jesuitas) emigraron al paraje Tembladera y tomaron posesión en las tierras comunales de toda la vega del río y la margen derecha en Chinguión, el paraje de Tembladera, Las Pampas de Chungala, Las Pampas de Montegrande, Los Leones, Gallito Ciego, Paraje Casa de Torta y otros; a partir de ahí sería poblada de numerosos vivientes comuneros.
En 1898, Tembladera era ya un importante caserío y los notables de Trinidad trasladaron el despacho del Consejo Municipal de Trinidad a Tembladera. En 1904, Tembladera fue elevada a categoría de Villa y capital del distrito de Trinidad; el 26 de noviembre de 1917 por ley 2573 fue elevada a categoría de ciudad y siempre capital del distrito de Trinidad hasta el cinco de junio de 1964, fecha en la que se creó el distrito de Yonán con su capital Tembladera, separándosele de Trinidad definitivamente.

## Clima
La posición geográfica de Yonán determina su clima cuya altitud influye en la cantidad de energía solar, en la inclinación de los rayos solares que inciden sobre el lugar durante el día y la noche e diferentes épocas del año dando lugar a que este sea cálido, templado con diferenciales de temperatura cuyo  promedio puede establecerse en 24 °C oscilando entre 35 °C durante la noche; observa ausencia de lluvias salvo en períodos ocasionales por el fenómeno de El Niño, presentándose chaparrones que causan daños por falta de previsión.
La humedad relativa presenta ciertas variaciones en relación con la precipitación y temperatura, hay cierta tendencia  de humedad en los meses de julio y agosto.
El análisis de la dirección del viento es noroeste y la velocidad oscila entre 5 y 10 m/s (18-36 km/hora) no se observa mayor variación del viento durante el año.
La dirección noroeste es condicionada por la dirección del valle Jequetepeque en el sector cercano a la ciudad, se debe a la orientación de sus calles principales que están en el mismo sentido de la corriente del viento, produciéndose levantamiento de polvo que ocasionan fuerte contaminación ambiental.
Tembladera viene siendo en la actualidad un centro turístico para el departamento de Cajamarca por la represa de Gallito Ciego en deportes como Sky.
Asimismo, cuenta con un ambiente pasible especialmente en los meses de verano

## Toponimia

### Hipótesis acerca del nombre Tembladera
1. Una de las versiones que se tejen para dar explicación al origen del nombre de Tembladera es atribuido a la abundancia de una planta acuática, que con el paso del viento y el avanzar del agua, muestra un movimiento oscilante o tembloroso; de allí su nombre Tembladera. Esta planta es comúnmente conocida con el nombre de cola de caballo.
2. Otros atribuyen el nombre de Tembladera a la enfermedad del paludismo. Al desatar altas fiebres y escalofríos (a la cual se le llamaba terciana). Tembladera por encontrarse ubicado en el corazón de un valle eminentemente cálido, húmedo y pantanoso era propicio para la proliferación del zancudo transmisor del paludismo, por ello las personas que se atrevían a pasar por estos lares posiblemente eran contagiados con esa enfermedad y terminaban con fiebres y temblores con lo cual al pasar el tiempo fue quedando dentro de la sociedad lugareña el nombre de Tembladera. 
3. También es atribuible el nombre de "Tembladera" ya que en la colonización de este valle, sus primeros habitantes que se aventuraron ingresar a las márgenes del río, especialmente por la parte baja de Tembladera (más allá de lo que antiguamente era la iglesia matriz); existían afloraciones de agua generando grandes extensiones de pantanos (tembladerales) que hacían temblar las tierras al ingresar. Esta es la versión más verosímil del origen del nombre la localidad.

## Instituciones y organizaciones
Autoridades existentes: 
En el distrito de Yonán existen las siguientes autoridades: Alcalde, Gobernador, Teniente Gobernador, Capitán de la PNP, Párroco, Jefe del Centro de Salud, Jefe de ES SALUD, Jefe Sede Agraria, Jefe INRENA, jefe de SENASA, Jefe del Banco de la Nación. En sus caseríos cuenta con Agentes Municipales y Tenientes Gobernadores. 
Instituciones:
Municipalidad, Gobernación, Establecimientos de Salud del MINSA y ES SALUD, Policía Nacional, Parroquia, Instituto Superior Tecnológico Agropecuario, Instituto Superior Pedagógico Público, Sede de la Universidad Privada Cesar Vallejo de Trujillo, Programa de Educación a Distancia Interamericano, Institución Educativa Pública Secundaria "San Isidro", Institución Educativa Pública Primaria N.º 82566, 82567, 82568; Institución Educativa Pública Inicial N.º 019 y 079; Escuela Primaria de Adultos N.º 83011, CEOGE - Tembladera, Centro de Educación Especial "Señor de los Milagros" y Juzgado de Paz Letrado. 
Organizaciones Sociales y Productivas en el distrito: 
•  Comités de Vaso de Leche 
•  Comité de Pescadores "San Isidro Labrador" 
•  Comité de Mototaxistas "San Isidro Labrador" 
•  Comedor Parroquial "Teresita Zelada" 
•  Comunidad Asociación Guadalupana de Niños Indigentes 
•  Asociación de Confeccionistas, Tejedoras y Artesanas "Santa Teresita del Niño Jesús" 
•  Club de Leones de Tembladera 
•  Club Social Deportivo Municipal
•  Club Cultural Deportivo "Huracán" 
•  Club Social Deportivo "Defensor Tembladera" 
•  Asociación de Panaderos 
•  Comedores Populares

## Actividades económicas
Principales Cultivos: el cultivo que predomina en todo el distrito de Yonán, es el sembrío de arroz, maíz, camote, frijoles, hortalizas y árboles frutales, sobresaliendo el arroz y el mango. 

### Actividades pecuarias
Existe un considerable porcentaje de habitantes que se dedican a la crianza de ganado y animales menores, como actividad económica principal para su sostenimiento, predominando la crianza de ganado vacuno, equino, ovino, caprino, porcino, aves de corral y cuyes. 

### Actividades artesanales
La actividad artesanal se realiza en baja escala, entre ello se puede mencionar: Tejidos a croché, tejidos a palillo, confección de redes para pesca artesanal. 

### Agroindustria y transformación
Los principales productos que se comercializan son productos agrícolas entre ellos están el arroz, maíz, frejol y mango abasteciendo el mercado nacional e internacional. Asimismo se comercializa aves de corral, ganado vacuno y caprino, los días domingos principalmente.

### Potencialidades turísticas
El distrito de Yonán posee un amplio campo de atracción turística muy próspero para incrementar el desarrollar del turismo nacional, por contar dentro de su ámbito jurisdiccional con elementos indispensables para la atracción turística, principalmente sus ruinas arqueológicas, Museo Arqueológico que se halla ubicado en el Colegio Nacional Mixto "San Isidro" de Tembladera (contiene más de 700 piezas de diferentes culturas) y petroglifos entre ellos: 
•  Petroglifos de Yonán 
•  Petroglifos del Mosquito y Mal Paso 
•  Petroglifos de Gallito Ciego y El Gato 
•  Petroglifos de La Ramada
- También podemos señalar que en el cerro La Silletita se encuentran múltiples Huacas y restos arqueológicos interesantes para su investigación.

## Cultura y folclore
Existe en la población del distrito de Yonán, como en todo pueblo, costumbres y/o tradiciones arraigadas, entre ellas se menciona las siguientes: 
•  Fiesta Patronal en honor a "San Isidro Labrador" - 15 de mayo. 
•  Aniversario de Creación Política del Distrito - 5 de junio. 
•  Fundación de Tembladera Capital del Distrito - 5 de octubre. 
•  Navidad con danza de pastoras. 
•  Fiesta de Reyes Magos - 6 de enero 
•  Celebración de la Semana Santa 
•  Carnaval con palo cilulo 
•  Campeonatos de Fútbol 
•  Concursos de Marinera 
FIESTA DEL COLEGIO NACIONAL MIXTO "SAN ISIDRO LABRADOR" , en el mes de junio de cada año.

## Oficialización del nombre de Tembladera
No fue sino hasta el año de 1995 en que se oficializó el nombre de Tembladera y se reconoció a su fundador y primer morador don Santos Núñez Bazán según Resolución Municipal N° 27 - CMYT

## Himno a Tembladera
Tembladera tierra hermosa,
donde brilla claro el sol,
hoy tus hijos te saludan
con el más ferviente amor
y su voz con alegría
lanza al aire su canción:
¡Viva, Viva Tembladera,
siempre con gloria y honor! (bis)
Tus calizas y arrozales
obras son del Creador,
Santos Núñez gran patriota
fue tu insigne fundador
Hoy elevan a los cielos,
tus labriegos, la oración
Que bendiga nuestros campos
San Isidro Labrador
Tembladera tierra hermosa,
donde brilla claro el sol,
hoy tus hijos te saludan
con el más ferviente amor
y su voz con alegría
lanza al aire su canción:
¡Viva, Viva Tembladera,
siempre con gloria y honor! (bis)